# Öde am Mägerkinger Häule
Die Öde am Mägerkinger Häule ist ein vom Landratsamt Münsingen am 31. Mai 1955 durch Verordnung ausgewiesenes Landschaftsschutzgebiet auf dem Gebiet der Stadt Trochtelfingen.

## Lage
Das etwa fünf Hektar große Landschaftsschutzgebiet liegt etwa einen Kilometer nordwestlich des Stadtteils Wilsingen in den Gewannen Mägerkinger Weg und Mägerkinger Häule. Es gehört zum Naturraum Mittlere Kuppenalb.
Geologisch stehen Dolomit-Formationen der Unteren Massenkalke des Oberjuras an.

## Landschaftscharakter
Das Gebiet ist fast vollständig bewaldet. im Südwesten befindet sich eine lichtere Kiefernsukzession, in der noch Strukturen einer früheren Wacholderheide erkennbar sind. Im Norden befindet sich eine als Wirtschaftsgrünland genutzte Waldlichtung. Stellenweise befinden sich alte Dolomitsandlöcher im Gebiet.